# Långtofsad tyrann
Långtofsad tyrann (Xenotriccus mexicanus) är en fågel i familjen tyranner inom ordningen tättingar.

## Utseende
Långtofsad tyrann är en liten och färglös tyrann med karakteristisk spretig tofs, som dock kan hållas platt. Den är mycket lik flera ’’Empidonax’’-tyranner, som bergempiden och vippar dessutom likt denna med stjärten, men skiljer sig förutom på tofsen även genom läten och bjärt skärorange undre näbbhalva.

## Utbredning och systematik
Fågeln förekommer i centrala Mexiko (Michoacán Oaxaca) och närliggande Guatemala. Den behandlas som monotypisk, det vill säga att den inte delas in i några underarter.

## Status och hot
Arten har ett stort utbredningsområde men tros minska i antal, dock inte tillräckligt kraftigt för att den ska betraktas som hotad. Internationella naturvårdsunionen IUCN listar därför arten som livskraftig (LC). Beståndet uppskattas till under 50 000 vuxna individer.